# Can Ferrer (Camós)
Can Ferrer és una masia de Camós (Pla de l'Estany) inclosa a l'Inventari del Patrimoni Arquitectònic de Catalunya.

## Descripció
Gran mas amb planta típica de tres crugies. Disposa d'una sala central de dimensions més grans que les laterals. Un cos transversal a la part de darrere li confereix una forma quadrada a la planta general. L'aparell presenta certes diferències: mentre a la part superior és de pedra ben tallada, la base, d'un metre d'alçada, s'ha aixecat amb pedruscall. La sala és més alta que les dependències laterals, cosa que resta reflectida a l'exterior per la prolongació de la coberta i les obertures del granes de la planta superior. La porta és d'arc de mig punt amb dovelles i les finestres disposen d'un ampit destacat. Una inscripció a la llinda, que no es pot transcriure, està datada a l'any 1642.